# Jerzy Rybka
Jerzy Rybka (ur. 1938) – duchowny polskokatolicki, biskup Polskiego Narodowego Katolickiego Kościoła w RP, wykładowca Wyższego Seminarium Duchownego Polskiego Narodowego Katolickiego Kościoła w RP im. bpa Józefa Padewskiego w Warszawie[niewiarygodne źródło?]. Jest ojcem ks. Tomasza Rybki, proboszcza parafii Dobrego Pasterza w Warszawie i organizatora Polskiego Narodowego Katolickiego Kościoła w RP. Biskup Jerzy Rybka był  Oblatem Ekumenicznej Kongregacji Cystersów Zakonu Port Royal, która jest członkiem Unii Scrantońskiej, jednak nie jest przedstawicielem Polskiego Narodowego Kościoła Katolickiego w USA i Kanadzie, ani nie utrzymuje jurysdykcji nad Polskim Narodowym Katolickim Kościołem – Seniorat Misyjny w Polsce (tzw. PNKK Reformowane).

## Życiorys
Urodził się jako rzymski katolik i w latach 1964–1968 roku pracował jako organista w parafii św. Anny w Serocku. W 1970 roku przeszedł pod jurysdykcję Kościoła Polskokatolickiego, rok później przyjął święcenia kapłańskie od biskupa Juliana Pękali i stał się bliskim współpracownikiem bpa Tadeusza Majewskiego. W latach 80. i 90. XX wieku zarządzał majątkiem Kościoła Polskokatolickiego znajdującym się przy ul. Wilczej 31 w Warszawie. Od połowy lat 90. zaczął kwestionować ważność święceń biskupich Wiktora Wysoczańskiego i od 1995 roku na skutek ostrego konfliktu wiernych parafii Dobrego Pasterza z władzami zwierzchnimi Kościoła Polskokatolickiego w RP wraz z synem, stanął na czele de facto niezależnej parafii narodowej w Warszawie. W 2003 Rada Kościoła Polskokatolickiego w RP jednogłośnie zdecydowała o skreśleniu z listy duchownych ks. Tomasza Rybki i jego ojca ks. Jerzego Rybki. Od 2006 roku występuje jako duchowny Polskiego Narodowego Katolickiego Kościoła w RP.
Pierwszy Synod Ogólnopolski Polskiego Narodowego Katolickiego Kościoła w RP, który odbył się w czerwcu 2008 roku nadał mu tytuł prałata. 20 lutego 2010 roku obchodził uroczystą 40. rocznicę święceń kapłańskich w kościele Dobrego Pasterza w Warszawie.
Trzeci Synod Ogólnopolski Polskiego Narodowego Katolickiego Kościoła w RP zwołany w dniu 11 sierpnia 2013 r. zadecydował o ponownym zbliżeniu się PNKK w RP do Światowej Rady Narodowych Kościołów Katolickich. Synod wyznaczył ks. Jerzego Rybkę na biskupa i nakazał przyjąć święcenia biskupie w dniu 15 września 2013 r. w Nitrze na Słowacji. Uroczystej konsekracji biskupiej dokonali abp dr Augustín Bačinský (Kościół Starokatolicki na Słowacji), bp Antonín Jelínek z Apostolskiego Episkopalnego Kościoła Katolickiego oraz bp Leonardo Beg (Starokatolicki Generalny Wikariat św. Metodego w Chorwacji)[niewiarygodne źródło?].